# Витяз
Витяз або Витязь, Вітяз (словац. Víťaz) — село в Словаччині, Пряшівському окрузі Пряшівського краю. Розташоване в центральній частині східної Словаччини, на межі Шариської височини та Браниська, у долині Долинського потока.
Уперше згадується у 1272 році.
У селі є римо-католицький костел з 1776-1778 рр. у стилі бароко-класицизму.

## Населення
| Рік:            | 1994. | 2004.   | 2014.   | 2024.   |
| --------------- | ----- | ------- | ------- | ------- |
| Кількість осіб: | 1768  | 1937    | 2056    | 2040    |
| Різниця:        |       | +9,55 % | +6,14 % | -0,77 % |

| Рік:            | 2023. | 2024.   |
| --------------- | ----- | ------- |
| Кількість осіб: | 2018  | 2040    |
| Різниця:        |       | +1,09 % |

У селі проживає 2 039 осіб.